# Onciale 070
L'Onciale 070 (nella numerazione di Gregory-Aland; ε 6 nella numerazione di Soden), anche detto Frammento Woideano, è un manoscritto onciale del Nuovo Testamento, diglotto greco-copto, datato paleograficamente al VI secolo e molto lacunoso.
Il manoscritto originale fu smembrato in frammenti poi catalogati coi numeri 070, 0110, 0124, 0178, 0179, 0180, 0190, 0191, 0193, 0194 e 0202. È conservato all Biblioteca nazionale di Francia di Parigi (Copt. 132, 070; Copt. 129, 0124, 0179, 0180, 0190, 0191, e 0193), al Museo del Louvre a Parigi (Louvre MSE 10014, 10092k, 070), alla Clarendon Press ad Oxford (b. 2, 070), alla Biblioteca Nazionale Austriaca di Vienna (1 f, 0178) e alla British Library a Londra (Or. 3579 B [29], 0194 e 0202; Add. 34274, 0110).

## Descrizione
Il codice contiene una parte del Vangelo secondo Luca e del Vangelo secondo Giovanni ed è composto di 44 fogli di pergamena (37 per 28 cm). Il testo è disposto su due colonne per pagina, 35 linee per colonna, scritte in lettere grandi e non compresse. Le pagine hanno numeri copti; lo scriba impiegò spiriti aspri e dolci e accenti, ma spesso in maniera errata, introducendo anche numerosi errori di iotacismo.
La versione copta non corrisponde perfettamente a quella greca; lo scriba era probabilmente copto. In Luca 13:21 scrisse βαβουσα invece di λαβουσα; in Luca 13:16 δεκαι invece di δεκα και.

### Contenuti
070 (13 folii) – Luca 9:9-17; 10:40-11:6; 12:15-13:32; Giovanni 5:31-42; 8:33-42; 12:27-36
0110 (1 folio) – Giovanni 8:13-22
0124 + 0194 (22 folii) – Luca 3:19-30; 10:21-30; 11:24-42; 22:54-65; 23:4-24:26; Giovanni 5:22-31; 8:42-9:39; 11:48-56; 12:46-13:4
0178 (1 folio) – Luca 16:4-12
0179 (1 folio) – Luca 21:30-22:2
0180 (1 folio) – Giovanni 7:3-12
0190 (1 folio) – Luca 10:30-39
0191 (1 folio) – Luca 12:5-14
0193 (1 folio) – Giovanni 3:23-32
0202 (2 folii) – Luca 8:13-19; 8:55-9:9.

## Storia
Nove folii del codice (Luca 12:15-13:32; Giovanni 8:33-42) appartennero a Carl Gottfried Woide, che li aveva ricevuti dall'Egitto, e sono dunque noti come Fragmentum Woideanum; furono designati con il simbolo Ta o Twoi ed erano confusi col Codex Borgianus, in quanto secondo Samuel Prideaux Tregelles facevano parte dello stesso manoscritto. Fu Joseph Barber Lightfoot a fornire indicazioni che portarono a negare l'appartenenza dei folii al Borgianus.
0124 fu prelevato dal Monastero bianco di Sohag (Egitto).

## Critica testuale
Il testo greco è rappresentativo del tipo testuale alessandrino, ed è stato collocato nella categoria III da Kurt Aland. Manca della pericope dell'adultera nella versione copta, mentre quella greca presenta una lacuna in quel passaggio.
In Luca 23:34 omette le parole «Padre, perdona loro, perché non sanno quello che fanno», in accordo con P75, Sinaiticusa, B, D*, W, Θ, 1241, ita, d, syrs, copsa, copbo.